# Aziz Bouderbala
Pour les articles homonymes, voir Bouderbala (homonymie).
Abdelaziz « Aziz » Bouderbala, né le 26 décembre 1960 dans l'ancienne médina à Casablanca, est un footballeur marocain.
Il commence à jouer avec le club du Wydad a l'âge de 16 ans. Après avoir seulement joué trois matchs avec l'équipe B, marquant notamment un but contre l'équipe B du FUS Rabat, il a été convoqué en équipe nationale.
Son jeu élégant était fait de dribbles et d'accélérations soudaines, palliant ainsi un physique fragile. Avec une bande blanche dans son genou, numéro 8 dans son dos, l'avenue des dribbles est devenu son surnom[réf. nécessaire].
Après 274 matchs et 70 buts avec le WAC, il devient une légende du football marocain.

## Biographie
Il est originaire du village Douar Aït Hadi dans la région de Chichaoua (Maroc), et issu de la tribu maure des Oulad Bou Sbaa. Aziz Bouderbala rejoint le club de Wydad de Casablanca (Maroc) en 1978, avant de commencer une carrière professionnelle en 1984 avec le club du FC Sion (Suisse). Il remporte la Coupe de Suisse en 1986.
Sur sa lancée, il participe à la Coupe de monde de 1986 avec l'équipe nationale du Maroc. À la surprise générale, le Maroc finit premier du groupe F, devant l'Angleterre, la Pologne de Zbigniew Boniek et le Portugal qu'ils battent 3-1. Le Maroc devient ainsi le premier pays africain à jouer un deuxième tour d'une coupe du monde et à avoir un tel honneur,
Il signe par la suite au Matra Racing (France) mais le projet se révèle être un fiasco, mis à part une participation à la finale de la Coupe de France en 1990 (défaite contre Montpellier de Cantona et de Blanc). Sa carrière française se termine à l'OL (France) avec en prime quelques matchs en Coupe de l'UEFA.
Il participe à la Coupe d'Afrique des nations (CAN) plus de quatre fois. Il est nommé meilleur joueur lors de la CAN de 1986 en Égypte et de la CAN de 1988 au Maroc.
Aziz Bouderbala obtient son diplôme d'entraîneur de catégorie A en Suisse. Il est choisi pour figurer parmi les cinq personnalités sportives, qui portent la flamme olympique, lors de son passage africain en Égypte.
Le 26 mars 2005, Aziz Bouderbala est recruté comme assistant de l'entraîneur de l'équipe nationale du Maroc.
En 2006, Aziz Bouderbala est nommé à la tête de l'émission de la Radio Télévision Marocaine " Pied d'or "; puis il est nommé directeur technique du Wydad de Casablanca en août 2006.
En août 2011, il a été nommé conseiller au sein de la Fondation Mohammed VI des Champions Sportifs .
En mai 2014, il est nommé au poste de directeur sportif de l’Équipe Nationale du Maroc.

## Palmarès

### En club
- Champion du Maroc en 1978 avec Wydad AC
- Vainqueur de la Coupe du Trône en 1978, 1979, 1981 et 1997 avec Wydad AC
- Vainqueur de la Coupe de Suisse en 1986 avec le FC Sion
- Vainqueur de la Coupe Mohammed V en 1979 avec Wydad AC
- Vice-champion du Maroc en 1980, en 1982 et en 1997 avec Wydad AC
- Finaliste de la Coupe de France en 1990 avec le Racing Paris 1
- Finaliste de la Supercoupe de Suisse en 1986 avec le FC Sion

### En équipe du Maroc
- Troisième de la Coupe d'Afrique des Nations en 1980

### Distinctions individuelles
- Élu meilleur joueur prometteur marocain en 1978
- Élu meilleur dribbleur marocain en 1979
- Élu 2e meilleur joueur africain en 1986
- Élu meilleur sportif du mois en Suisse en juin 1986
- Reçoit le Trophée d'honneur Légende du football marocain en 2017

## Hommage
L'acteur Booder a choisi son pseudonyme en référence à Aziz Bouderbala.
L'humoriste parisien, Sami Ameziane a pour nom de scène  Le comte de Bouderbala, cependant, il ne fait pas référence au footballeur dans ce pseudonyme. 